# Круги в круге
«Круги в круге» (англ. Circles in a Circle, нем. Kreise im Kreis) — абстрактная картина русского художника Василия Кандинского, написанная в 1923 году и хранящаяся в Художественном музее Филадельфии, Филадельфия, Пенсильвания, США.

## История
В записи для каталога коллекции Société Anonyme 1950 года художник Марсель Дюшан написал:

«Прочёрчивая свои линии линейкой и циркулем, [Василий] Кандинский открыл зрителю новый способ смотреть на живопись... ясную передачу мысли на холсте. Это был настоящий вклад Кандинского в концепцию эстетики»
Оригинальный текст (англ.)“In tracing his lines with ruler and compass, [Vasily] Kandinsky opened to the spectator a new way of looking at painting . . . a clear transfer of thought on canvas. This has been the real contribution of Kandinsky towards a conception of esthetics.”

Эти хвалебные слова легко применимы к «Кругам в круге», в которых геометрические формы и тонкие цветовые гармонии объединяются, чтобы создать искрометную абстрактную композицию. Через Société Anonyme, художественную организацию, возглавляемую американским коллекционером Кэтрин Дрейер и призванную повышать осведомлённость о современном искусстве, Дюшан помог обеспечить первую персональную выставку Кандинского в США.

## Описание
Почти квадратное полотно с длиной стороны около 1 метра — компактная и замкнутая композиция. Именно с этой картины Кандинский начал вдумчивое изучение круга как художественной единицы. В своем письме Галке Шейер он писал: «Это первая моя картина, которая выносит тему кругов на передний план». Внешний чёрный круг, словно вторая рамка для картины, побуждает нас сосредоточиться на взаимодействии внутренних кругов, а две пересекающиеся диагональные полосы усиливают эффект, добавляя композиции перспективу».
В произведении «Круги в круге» можно увидеть множество кругов разных размеров и цветов, которые частично перекрывают друг друга. Некоторые из них соединены прямыми линиями. Толстый чёрный круг окружает до двадцати шести перекрывающихся кругов разных размеров и цветов, многие из которых пересекаются прямыми чёрными линиями. Две полосы, одна синяя, а другая жёлтая, проходят по фону работы от верхних углов к центру, меняя цвет кругов по мере прохождения за ними. Хотя «Круги в круге» заметно отличаются от картин Кандинского первого десятилетия XX века, также отражает его неизменное убеждение в том, что определённые цвета и формы обозначают эмоции, которые можно систематизировать и объединить в единое целое, проявляя гармонию космоса. Для русского живописца круг, самая элементарная и идеальная из форм, имел символическое, космическое значение, так как описывал орбиты движения небесных тел. Он писал, что круг есть синтез величайших противоположностей. Он сочетает в себе концентрическое и эксцентрическое в одной и той же форме и в равновесии. В письме 1931 года он описал эту работу как свою первую картину, выдвинувшую тему кругов на передний план.